# Latronquière
Ne doit pas être confondu avec Sénaillac-Latronquière ou Sabadel-Latronquière.
Latronquière est une commune française, située dans le nord-est du département du Lot en région Occitanie.
Elle est également dans le Ségala lotois, une région naturelle constituant la frange occidentale de la Châtaigneraie, constituant le parent lotois du Ségala aveyronnais et tarnais.
Exposée à un climat de montagne, elle est drainée par le Tolerme, le ruisseau de Goutepeyrouse et par divers autres petits cours d'eau. Incluse dans le bassin de la Dordogne, la commune possède un patrimoine naturel remarquable :  un espace protégé (les « falaises lotoises (rapaces) ») et quatre zones naturelles d'intérêt écologique, faunistique et floristique.
Latronquière est une commune rurale qui compte 429 habitants en 2022.  Ses habitants sont appelés les Tronquiérois ou  Tronquiéroises.

## Géographie

### Localisation
Commune située dans le Ségala lotois (Massif central) sur l'ancienne route nationale 653 entre Lacapelle-Marival et Sousceyrac

### Communes limitrophes
Les communes limitrophes sont  Gorses, Labastide-du-Haut-Mont, Lauresses et Sénaillac-Latronquière.
|        | Sénaillac-Latronquière | Labastide-du-Haut-Mont |
|        | Latronquière           |                        |
| Gorses |                        | Lauresses              |

### Hydrographie
- Le ruisseau de Puech Lasvieilles y prend sa source[1].

### Climat
Pour des articles plus généraux, voir Climat de l'Occitanie et Climat du Lot.
En 2010, le climat de la commune est de type climat de montagne, selon une étude s'appuyant sur une série de données couvrant la période 1971-2000. En 2020, Météo-France publie une typologie des climats de la France métropolitaine dans laquelle la commune est exposée à un climat de montagne ou de marges de montagne et est dans la région climatique Ouest et nord-ouest du Massif Central, caractérisée par une pluviométrie annuelle de 900 à 1 500 mm, maximale en automne et en hiver.
Pour la période 1971-2000, la température annuelle moyenne est de 10,1 °C, avec une amplitude thermique annuelle de 15 °C. Le cumul annuel moyen de précipitations est de 1 338 mm, avec 13,4 jours de précipitations en janvier et 7,7 jours en juillet. Pour la période 1991-2020, la température moyenne annuelle observée sur la station météorologique installée sur la commune est de 11,0 °C et le cumul annuel moyen de précipitations est de 1 361,3 mm,. Pour l'avenir, les paramètres climatiques de la commune estimés pour 2050 selon différents scénarios d’émission de gaz à effet de serre sont consultables sur un site dédié publié par Météo-France en novembre 2022.
| Mois                                  | jan.             | fév.             | mars           | avril         | mai           | juin          | jui.          | août          | sep.            | oct.          | nov.             | déc.            | année      |
| ------------------------------------- | ---------------- | ---------------- | -------------- | ------------- | ------------- | ------------- | ------------- | ------------- | --------------- | ------------- | ---------------- | --------------- | ---------- |
| Température minimale moyenne (°C)     | 0,3              | −0,1             | 2,3            | 4,7           | 8,1           | 11,4          | 13,2          | 13,5          | 10,2            | 7,8           | 3,7              | 1,3             | 6,4        |
| Température moyenne (°C)              | 3,5              | 3,9              | 7,1            | 9,7           | 13,3          | 17            | 19,1          | 19,3          | 15,5            | 11,9          | 7,1              | 4,5             | 11         |
| Température maximale moyenne (°C)     | 6,8              | 7,9              | 11,8           | 14,6          | 18,5          | 22,5          | 25            | 25            | 20,7            | 15,9          | 10,4             | 7,6             | 15,6       |
| Record de froid (°C) date du record   | −22,5 16.01.1985 | −15,5 10.02.1986 | −13,5 02.03.05 | −7 12.04.1978 | −2,1 05.05.19 | 0 06.06.1989  | 3 06.07.1984  | 1 30.08.1986  | −1,5 21.09.1977 | −7,5 25.10.03 | −11,5 22.11.1998 | −14 24.12.01    | −22,5 1985 |
| Record de chaleur (°C) date du record | 19,5 01.01.22    | 23,2 26.02.19    | 24 25.03.1981  | 28 30.04.1994 | 32,6 21.05.22 | 38,2 26.06.19 | 37,6 24.07.19 | 39,5 12.08.03 | 34,2 12.09.22   | 30,5 01.10.23 | 23,8 02.11.1981  | 19,5 29.12.1983 | 39,5 2003  |
| Précipitations (mm)                   | 123,5            | 99,5             | 106,9          | 128,8         | 128,5         | 93            | 75,1          | 89,6          | 113,8           | 121,6         | 139,6            | 141,4           | 1 361,3    |

### Milieux naturels et biodiversité

#### Espaces protégés
La protection réglementaire est le mode d’intervention le plus fort pour préserver des espaces naturels remarquables et leur biodiversité associée,.
La commune fait partie de la zone de transition du bassin de la Dordogne, un territoire d'une superficie de 1 880 258 ha reconnu réserve de biosphère par l'UNESCO en juillet 2012,.
Un  autre espace protégé est présent sur la commune : 
les « falaises lotoises (rapaces) », objet d'un arrêté de protection de biotope, d'une superficie de 6,6 ha.

#### Zones naturelles d'intérêt écologique, faunistique et floristique
L’inventaire des zones naturelles d'intérêt écologique, faunistique et floristique (ZNIEFF) a pour objectif de réaliser une couverture des zones les plus intéressantes sur le plan écologique, essentiellement dans la perspective d’améliorer la connaissance du patrimoine naturel national et de fournir aux différents décideurs un outil d’aide à la prise en compte de l’environnement dans l’aménagement du territoire.
Deux ZNIEFF de type 1 sont recensées sur la commune :
les « zones humides du ruisseau de Combard et du ruisseau de Poutiac » (63 ha), couvrant 2 communes du département et 
les « zones humides du ruisseau de Goutepeyrouse et de l'amont du ruisseau du Bousquet » (180 ha), couvrant 3 communes du département
et deux ZNIEFF de type 2, : 
- le « bassin de la Bave » (8 075 ha), couvrant 22 communes dont une dans le Cantal et 21 dans le Lot[15] ;
- le « Ségala lotois : bassin versant du Célé » (12 535 ha), couvrant 28 communes dont six dans le Cantal et 22 dans le Lot[16].

Carte des ZNIEFF de type 1 et 2 à Latronquière.
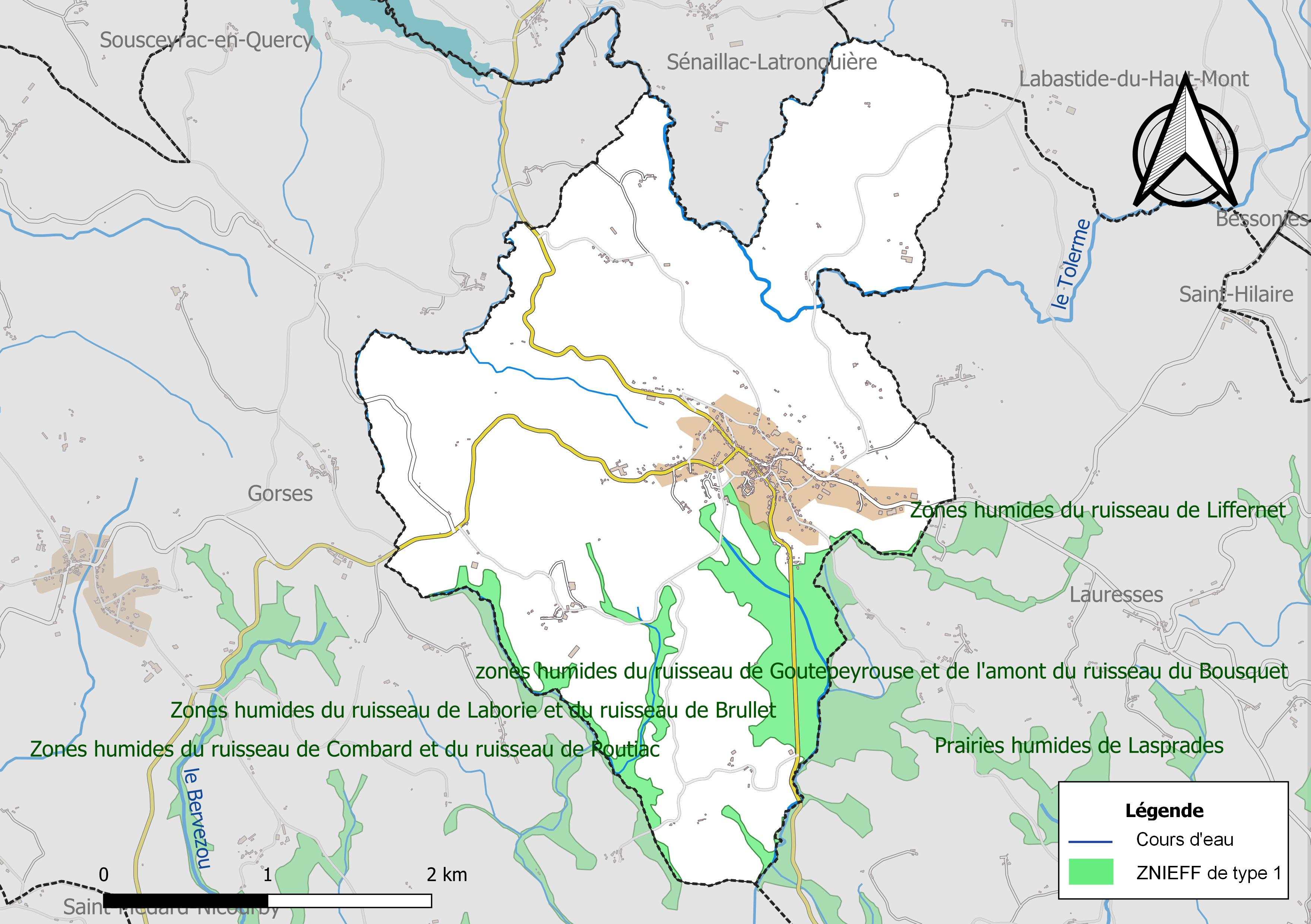
Carte des ZNIEFF de type 1 sur la commune.
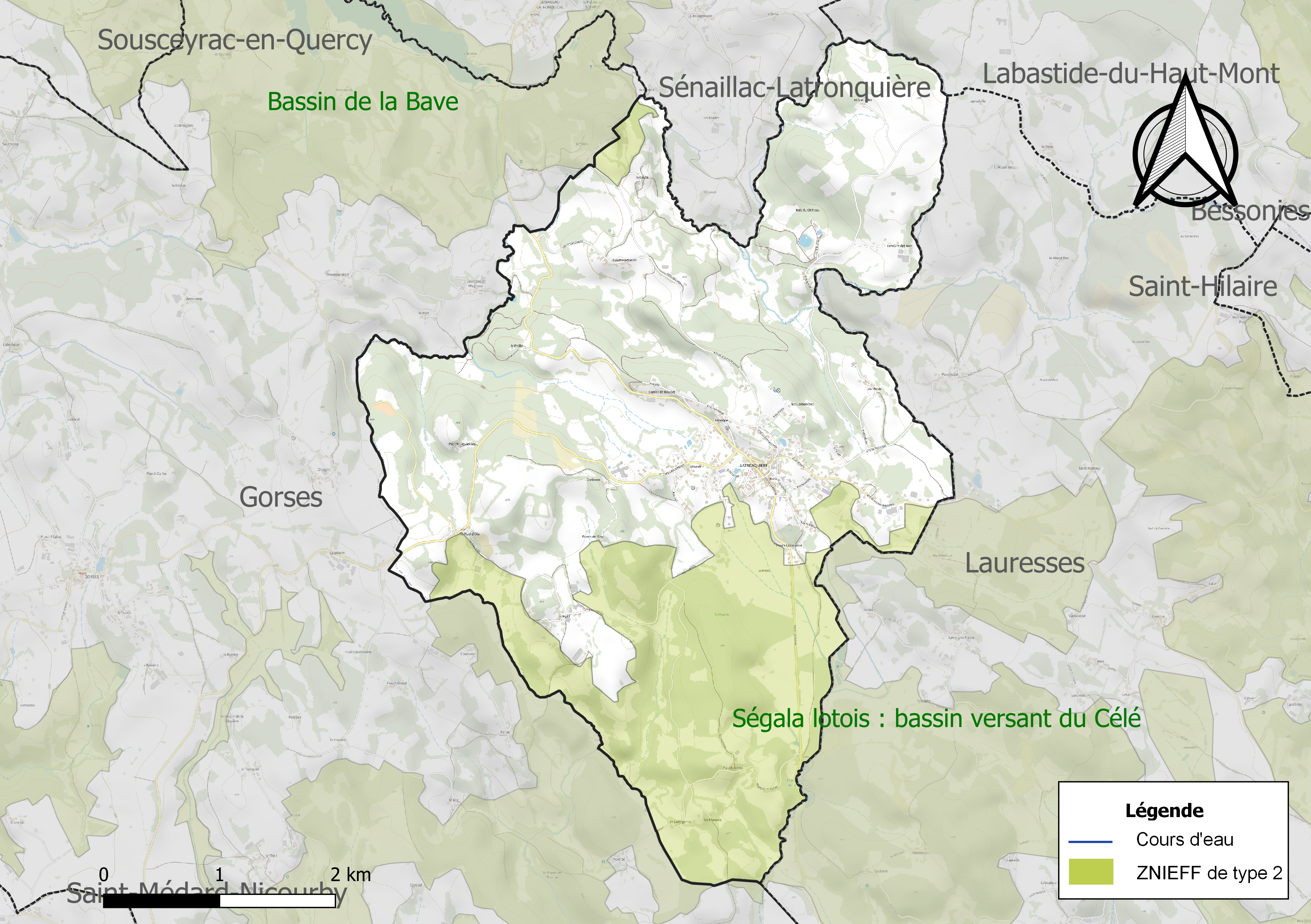
Carte des ZNIEFF de type 2 sur la commune.

## Urbanisme

### Typologie
Au 1er janvier 2024, Latronquière est catégorisée commune rurale à habitat dispersé, selon la nouvelle grille communale de densité à sept niveaux définie par l'Insee en 2022.
Elle est située hors unité urbaine et hors attraction des villes,.

### Occupation des sols
L'occupation des sols de la commune, telle qu'elle ressort de la base de données européenne d’occupation biophysique des sols Corine Land Cover (CLC), est marquée par l'importance des territoires agricoles (50 % en 2018), en augmentation par rapport à 1990 (44,8 %). La répartition détaillée en 2018 est la suivante : 
prairies (45,8 %), forêts (42,6 %), zones urbanisées (7,3 %), zones agricoles hétérogènes (4,3 %). L'évolution de l’occupation des sols de la commune et de ses infrastructures peut être observée sur les différentes représentations cartographiques du territoire : la carte de Cassini (XVIIIe siècle), la carte d'état-major (1820-1866) et les cartes ou photos aériennes de l'IGN pour la période actuelle (1950 à aujourd'hui).

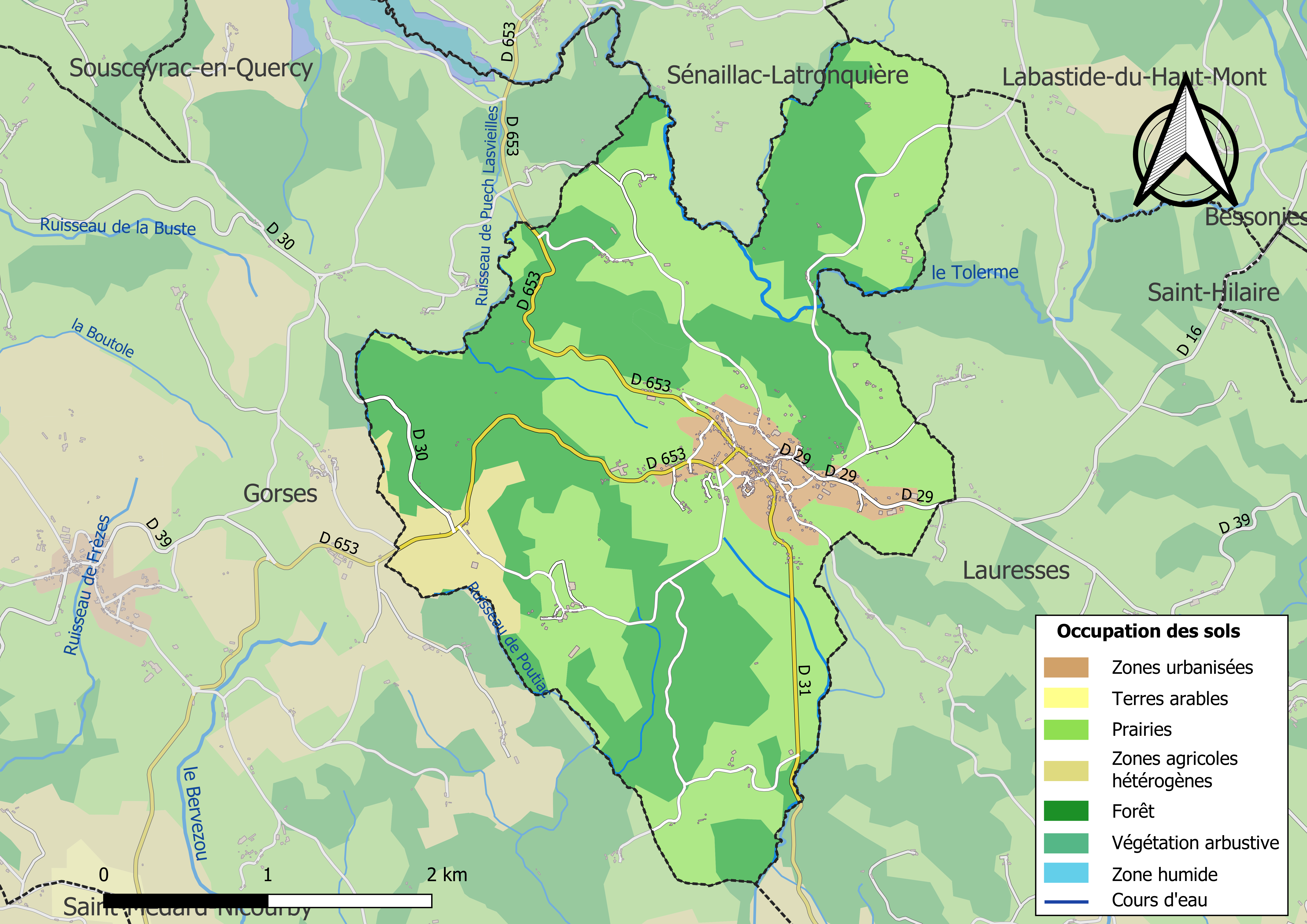
Carte des infrastructures et de l'occupation des sols de la commune en 2018 (CLC).

### Risques majeurs
Le territoire de la commune de Latronquière est vulnérable à différents aléas naturels : météorologiques (tempête, orage, neige, grand froid, canicule ou sécheresse), inondations, feux de forêts, mouvements de terrains et séisme (sismicité très faible). Il est également exposé à un risque particulier : le risque de radon. Un site publié par le BRGM permet d'évaluer simplement et rapidement les risques d'un bien localisé soit par son adresse soit par le numéro de sa parcelle.

#### Risques naturels
Certaines parties du territoire communal sont susceptibles d’être affectées par le risque d’inondation par débordement de cours d'eau, notamment le Tolerme. La cartographie des zones inondables en ex-Midi-Pyrénées réalisée dans le cadre du XIe Contrat de plan État-région, visant à informer les citoyens et les décideurs sur le risque d’inondation, est accessible sur le site de la DREAL Occitanie. La commune a été reconnue en état de catastrophe naturelle au titre des dommages causés par les inondations et coulées de boue survenues en 1982 et 1999,.
Latronquière est exposée au risque de feu de forêt. Un plan départemental de protection des forêts contre les incendies a été approuvé par arrêté préfectoral le 30 novembre 2015 pour la période 2015-2025. Les propriétaires doivent ainsi couper les broussailles, les arbustes et les branches basses sur une profondeur de 50 mètres, aux abords des constructions, chantiers, travaux et installations de toute nature, situées à moins de 200 mètres de terrains en nature
de bois, forêts, plantations, reboisements, landes ou friches. Le brûlage des déchets issus de l’entretien des parcs et jardins des ménages et des collectivités est interdit. L’écobuage est également interdit, ainsi que les feux de type méchouis et barbecues, à l’exception de ceux prévus dans des installations fixes (non situées sous couvert d'arbres) constituant une dépendance d'habitation.

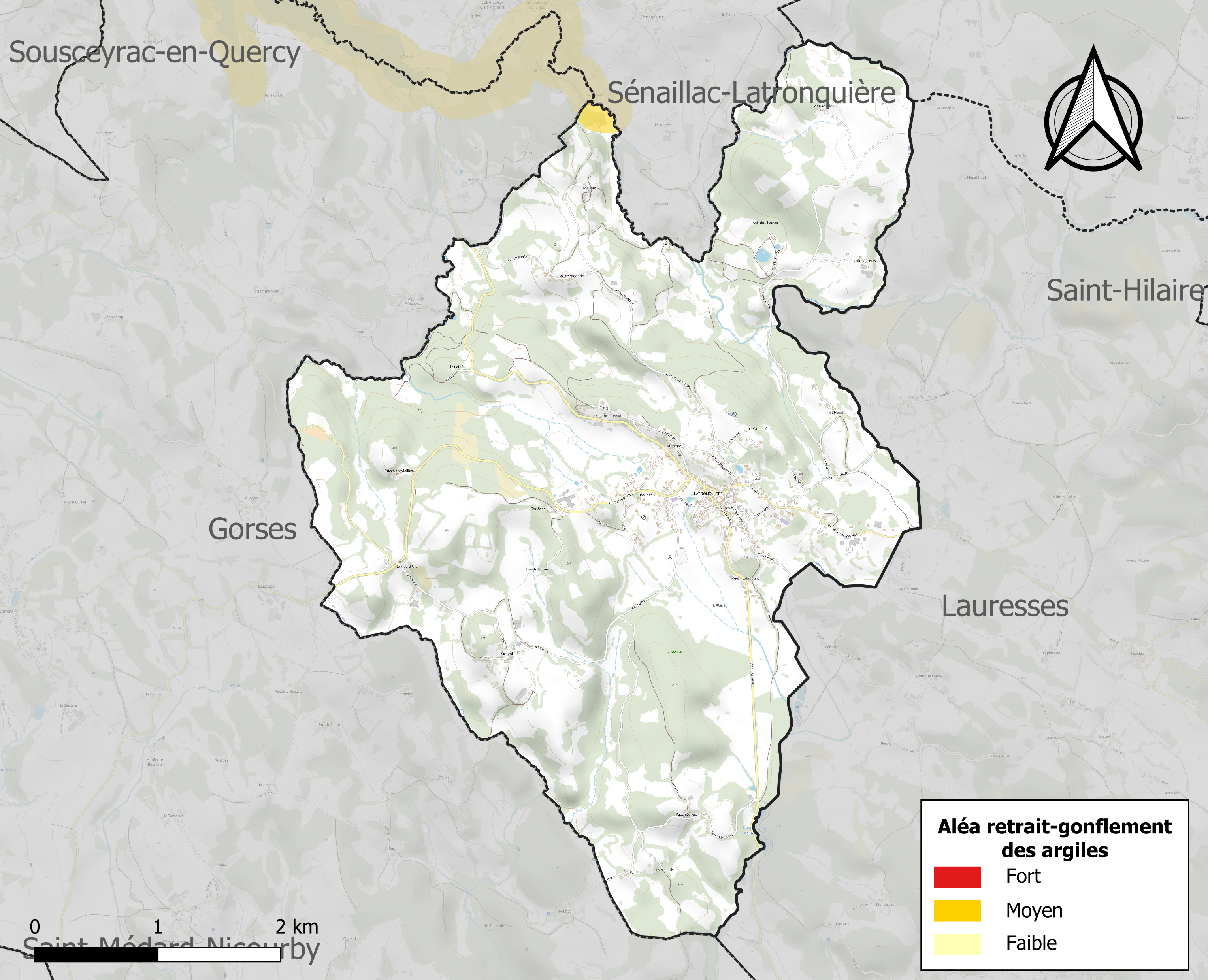
Carte des zones d'aléa retrait-gonflement des sols argileux de Latronquière.

Les mouvements de terrains susceptibles de se produire sur la commune sont des éboulements, chutes de pierres et de blocs et des glissements de terrain.
Le retrait-gonflement des sols argileux est susceptible d'engendrer des dommages importants aux bâtiments en cas d’alternance de périodes de sécheresse et de pluie. 0,3 % de la superficie communale est en aléa moyen ou fort (67,7 % au niveau départemental et 48,5 % au niveau national). Sur les 267 bâtiments dénombrés sur la commune en 2019, 0 sont en aléa moyen ou fort, soit 0 %, à comparer aux 72 % au niveau départemental et 54 % au niveau national. Une cartographie de l'exposition du territoire national au retrait gonflement des sols argileux est disponible sur le site du BRGM,.
Par ailleurs, afin de mieux appréhender le risque d’affaissement de terrain, l'inventaire national des cavités souterraines permet de localiser celles situées sur la commune.
Concernant les mouvements de terrains, la commune a été reconnue en état de catastrophe naturelle au titre des dommages causés par des mouvements de terrain en 1999.

#### Risque particulier
Dans plusieurs parties du territoire national, le radon, accumulé dans certains logements ou autres locaux, peut constituer une source significative d’exposition de la population aux rayonnements ionisants. Certaines communes du département sont concernées par le risque radon à un niveau plus ou moins élevé. Selon la classification de 2018, la commune de Latronquière est classée en zone 3, à savoir zone à potentiel radon significatif.

## Toponymie
Le toponyme Latronquière est basé sur le mot latin populaire trunca (de truncus) et du suffixe -aria. Ce qui indique le défrichement d'une zone boisée.
La Tronquière était l'intitulé ancien du lieu jusqu'au XIXe siècle (la Tronquiera en quercynois), la dénomination Latronquière s'est progressivement imposée depuis la Révolution française.

## Histoire

### Antiquité
Située sur la voie romaine de Cahors à Gergovie et Clermont, La Tronquière était située sur l'itinéraire entre le Quercy et l'Auvergne. On y a longtemps prélevé un droit de péage sur le bétail montant en Auvergne.

### Du Moyen Âge
La baronnie de La Tronquière s'étendait sur un territoire assez vaste dont elle percevait les revenus, exerçait la justice et détenait les divers droits féodaux, comprenant les paroisses de La Tronquière, Gorses, Bouxal, puis Druhles. Elle empiétait sur celles de Sénaillac, Lauresses, Saint-Cirgues, et possédait des rentes sur d'autres points du Quercy, de l'Auvergne et du Rouergue.

### Les Hospitaliers
La Tronquière a été du XIIIe siècle à la Révolution une commanderie hospitalière fortifiée de l'ordre de Saint-Jean de Jérusalem, dépendant du grand prieuré de Saint-Gilles dans la langue de Provence. La plus ancienne référence à cet établissement est la donation d'un mas, datée de 1255, à l'Ordre qui la confia en charge au commandeur de La Tronquière. La fondation de la commanderie pourrait toutefois remonter au XIe ou XIIe siècle, à la suite de la donation d'un seigneur du lieu, baron de La Tronquière.
La commanderie était établie dans un château féodal doté de trois tours massives et de fortes murailles, comprenant notamment une église, une prison, des greniers et granges pour abriter les récoltes. Le château de La Tronquière était pendant les croisades un lieu de recrutement pour l'ordre militaire qu'était l'ordre de Saint-Jean de Jérusalem. Par la suite dès le XVIIe siècle le commandeur en titre de La Tronquière n'y résidait plus et était inconnu des habitants. Les intérêts de la communauté étaient gérés sur place par des intendants du commandeur que venaient régulièrement inspecter des commissaires envoyés par le prieur.

### Les guerres de religion
Pendant les guerres de religion (1570-1590), très disputées en Quercy, une grande partie des habitants de La Tronquière, devenus protestants s'étaient emparés du château et avaient abattu l'église paroissiale. La chapelle des commandeurs servit d'église paroissiale après le départ des Réformés (1571). Le château peu habité ayant perdu au XVIIe siècle sa fonction défensive subit un long processus de délabrement. Au XVIIIe siècle la forteresse était déjà démantelée, les remparts abattus, les fossés à demi-comblés. La tour carrée rasée après la Révolution achevait la disparition du château dont seul aujourd'hui le terre-plein reste identifiable.

### Seconde Guerre mondiale
Le 11 mai 1944, à partir de 6 h 40 du matin, Latronquière est envahie et cernée par 2 000 soldats de la 2e division SS Das Reich. La poste et la gendarmerie sont occupées et une trentaine de soldats entourent la maison du maire M. Longuevernhe, qui est malmené. Tous les habitants sont bientôt rassemblés sur la place de l'église. Deux hommes en civil de la Gestapo veulent savoir où sont le poste de commandement du maquis et ses dépôts d'armes. Les hommes sont séparés des femmes, tous sont ensuite parqués dans un pré entouré de soldats qui tirent des coups de feu. Plusieurs hommes sont emmenés dans une grange et frappés. Le maire est mis à genoux, les mains attachées et il est menacé d'un revolver sur la tempe. Seuls les hommes valides sont maintenus sur place.
À 11 h 40, le pillage des maisons commence et conduit à la découverte d'un stock de poudre noire que M. Menchi utilise dans le cadre de l'activité de son entreprise de travaux publics. Sa maison est alors complètement brûlée. Les 40 hommes du village sont entassés sur deux camions en direction de Cahors, puis Montauban, parmi eux se trouvent le maire, les notables et gendarmes. Après des beuveries et des pillages, les soldats SS repartent le 12 mai 1944 à 6 h du matin. Un cultivateur : Jean Aubert est tué dans un pré. La commune comptait déjà 18 prisonniers de guerre avant ces événements.

## Politique et administration

### Liste des maires
| Période         | Période     | Identité                   | Étiquette     | Qualité            |
| --------------- | ----------- | -------------------------- | ------------- | ------------------ |
| 1792            | 1793        | Jacques Bouscardel         |               |                    |
| 1793            | 1794        | Jean Bardet                |               |                    |
| 1794            | 1796        | Jacques Bro                |               |                    |
| 1796            | 1797        | Jean Pierre Lagrange       |               |                    |
| 1797            | 1798        | François Paulhac           |               |                    |
| 1798            | 1799        | Pierre Pompidou            |               |                    |
| 1799            | 1813        | Joseph Moncourrie          |               |                    |
| 1813            | 1824        | Jean Pierre Mage           |               |                    |
| 1825            | 1832        | Guillaume Bouscardel       |               |                    |
| 1832            | 1843        | G. Cavaille                |               |                    |
| 31 janvier 1843 | 1865        | Justin Emeric Depeyrot     |               |                    |
| 1865            | 1870        | Charles Antoine Bouscardel |               |                    |
| 1870            | 1871        | Justin Emeric Depeyrot     |               |                    |
| 1871            | 1878        | Charles Antoine Bouscardel |               |                    |
| 1878            | 1901        | Jean Pierre Roussille      |               |                    |
| 1901            | 1916        | Gustave Mage               |               |                    |
| 1919            | 1939        | Gustave Castanie           |               |                    |
| 1939            | 1952        | Léopold Longueverhe        |               |                    |
| 1952            | 1965        | Arsène Clavies             |               |                    |
| 1 mars 1965     | 1 mars 1995 | Antoine Chibret            |               |                    |
| mars 2001       | 2008        | Claude Galtié              | PS            | Conseiller général |
| mars 2008       | 2014        | Serge Lesobre              | Divers gauche |                    |
| 2014            | En cours    | Éliane Lavergne            |               |                    |

## Population et société

### Démographie

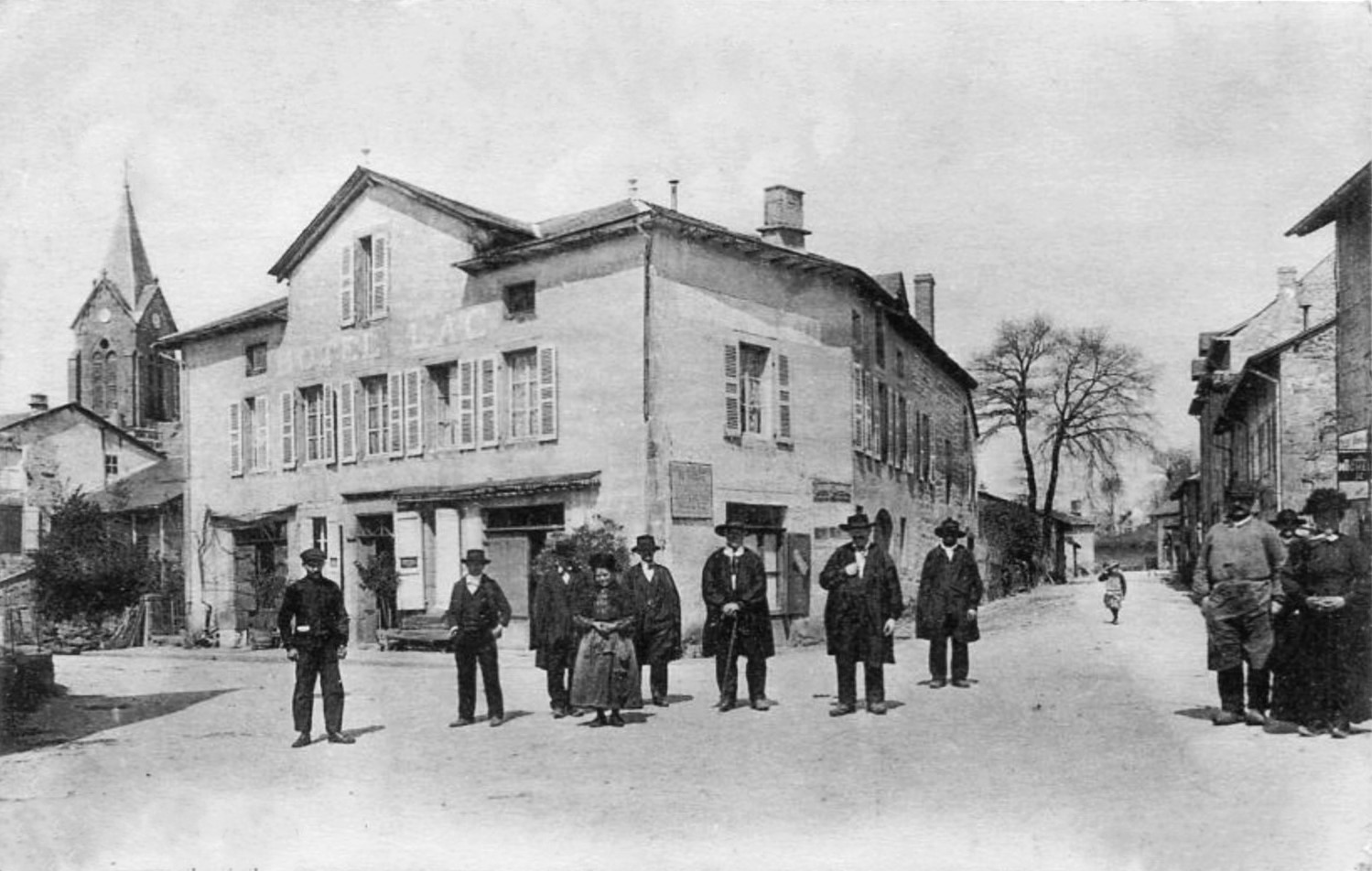
Latronquière au début du XXe siècle.

L'évolution du nombre d'habitants est connue à travers les recensements de la population effectués dans la commune depuis 1793. Pour les communes de moins de 10 000 habitants, une enquête de recensement portant sur toute la population est réalisée tous les cinq ans, les populations de référence des années intermédiaires étant quant à elles estimées par interpolation ou extrapolation. Pour la commune, le premier recensement exhaustif entrant dans le cadre du nouveau dispositif a été réalisé en 2008.

En 2022, la commune comptait 429 habitants, en évolution de −4,88 % par rapport à 2016 (Lot : +1,31 %, France hors Mayotte : +2,11 %).
| 1793 | 1800 | 1806 | 1821 | 1831 | 1836 | 1841 | 1846 | 1851 |
| ---- | ---- | ---- | ---- | ---- | ---- | ---- | ---- | ---- |
| 440  | 450  | 521  | 410  | 434  | 448  | 450  | 499  | 524  |

| 1856 | 1861 | 1866 | 1872 | 1876 | 1881 | 1886 | 1891 | 1896 |
| ---- | ---- | ---- | ---- | ---- | ---- | ---- | ---- | ---- |
| 476  | 496  | 525  | 566  | 563  | 567  | 562  | 562  | 550  |

| 1901 | 1906 | 1911 | 1921 | 1926 | 1931 | 1936 | 1946 | 1954 |
| ---- | ---- | ---- | ---- | ---- | ---- | ---- | ---- | ---- |
| 534  | 544  | 535  | 510  | 541  | 511  | 517  | 510  | 510  |

| 1962 | 1968 | 1975 | 1982 | 1990 | 1999 | 2006 | 2008 | 2013 |
| ---- | ---- | ---- | ---- | ---- | ---- | ---- | ---- | ---- |
| 545  | 597  | 636  | 617  | 555  | 538  | 542  | 543  | 468  |

| 2018 | 2022 | - | - | - | - | - | - | - |
| ---- | ---- | - | - | - | - | - | - | - |
| 432  | 429  | - | - | - | - | - | - | - |

Au début du XXe siècle, Latronquière comptait 550 habitants.

## Économie

### Revenus
En 2018, la commune compte 207 ménages fiscaux, regroupant 412 personnes. La médiane du revenu disponible par unité de consommation est de 19 150 € (20 740 € dans le département).

### Emploi
|                | 2008  | 2013  | 2018  |
| -------------- | ----- | ----- | ----- |
| Commune        | 4,5 % | 7,8 % | 7,6 % |
| Département    | 7,3 % | 8,9 % | 9,6 % |
| France entière | 8,3 % | 10 %  | 10 %  |

En 2018, la population âgée de 15 à 64 ans s'élève à 224 personnes, parmi lesquelles on compte 75 % d'actifs (67,4 % ayant un emploi et 7,6 % de chômeurs) et 25 % d'inactifs,. Depuis 2008, le taux de chômage communal (au sens du recensement) des 15-64 ans est inférieur à celui de la France et du département.
La commune est hors attraction des villes,. Elle compte 187 emplois en 2018, contre 195 en 2013 et 229 en 2008. Le nombre d'actifs ayant un emploi résidant dans la commune est de 157, soit un indicateur de concentration d'emploi de 118,9 % et un taux d'activité parmi les 15 ans ou plus de 43,8 %.
Sur ces 157 actifs de 15 ans ou plus ayant un emploi, 64 travaillent dans la commune, soit 41 % des habitants. Pour se rendre au travail, 80,3 % des habitants utilisent un véhicule personnel ou de fonction à quatre roues, 0,6 % les transports en commun, 12,8 % s'y rendent en deux-roues, à vélo ou à pied et 6,4 % n'ont pas besoin de transport (travail au domicile).

### Activités hors agriculture

#### Secteurs d'activités
61 établissements sont implantés  à Latronquière au 31 décembre 2019. Le tableau ci-dessous en détaille le nombre par secteur d'activité et compare les ratios avec ceux du département,.
| Secteur d'activité                                                                                        | Commune | Commune | Département |
| Secteur d'activité                                                                                        | Nombre  | %       | %           |
| --- | ------- | ------- | ----------- |
| Ensemble                                                                                                  | 61      |         |             |
| Industrie manufacturière, industries extractives et autres                                                | 14      | 23 %    | (14 %)      |
| Construction                                                                                              | 4       | 6,6 %   | (13,9 %)    |
| Commerce de gros et de détail, transports, hébergement et restauration                                    | 17      | 27,9 %  | (29,9 %)    |
| Activités financières et d'assurance                                                                      | 3       | 4,9 %   | (2,8 %)     |
| Activités immobilières                                                                                    | 5       | 8,2 %   | (3,5 %)     |
| Activités spécialisées, scientifiques et techniques et activités de services administratifs et de soutien | 9       | 14,8 %  | (13,5 %)    |
| Administration publique, enseignement, santé humaine et action sociale                                    | 5       | 8,2 %   | (12 %)      |
| Autres activités de services                                                                              | 4       | 6,6 %   | (8,7 %)     |

Le secteur du commerce de gros et de détail, des transports, de l'hébergement et de la restauration est prépondérant sur la commune puisqu'il représente 27,9 % du nombre total d'établissements de la commune (17 sur les 61 entreprises implantées  à Latronquière), contre 29,9 % au niveau départemental.

#### Entreprises et commerces
Les deux entreprises ayant leur siège social sur le territoire communal qui génèrent le plus de chiffre d'affaires en 2020 sont : 
- SARL Vautier, supérettes (1 299 k€)
- Creations Graphiques Du Sud Ouest, activités des agences de publicité (80 k€)

### Agriculture
La commune est dans le Segala », une petite région agricole occupant la frange est du département du Lot. En 2020, l'orientation technico-économique de l'agriculture  sur la commune est l'élevage bovin, orientation mixte lait et viande.
|               | 1988 | 2000 | 2010 | 2020 |
| ------------- | ---- | ---- | ---- | ---- |
| Exploitations | 25   | 18   | 12   | 11   |
| SAU (ha)      | 554  | 630  | 590  | 542  |

Le nombre d'exploitations agricoles en activité et ayant leur siège dans la commune est passé de 25 lors du recensement agricole de 1988  à 18 en 2000 puis à 12 en 2010 et enfin à 11 en 2020, soit une baisse de 56 % en 32 ans. Le même mouvement est observé à l'échelle du département qui a perdu pendant cette période 60 % de ses exploitations,. La surface agricole utilisée sur la commune a également diminué, passant de 554 ha en 1988 à 542 ha en 2020. Parallèlement la surface agricole utilisée moyenne par exploitation a augmenté, passant de 22 à 49 ha.

## Culture locale et patrimoine

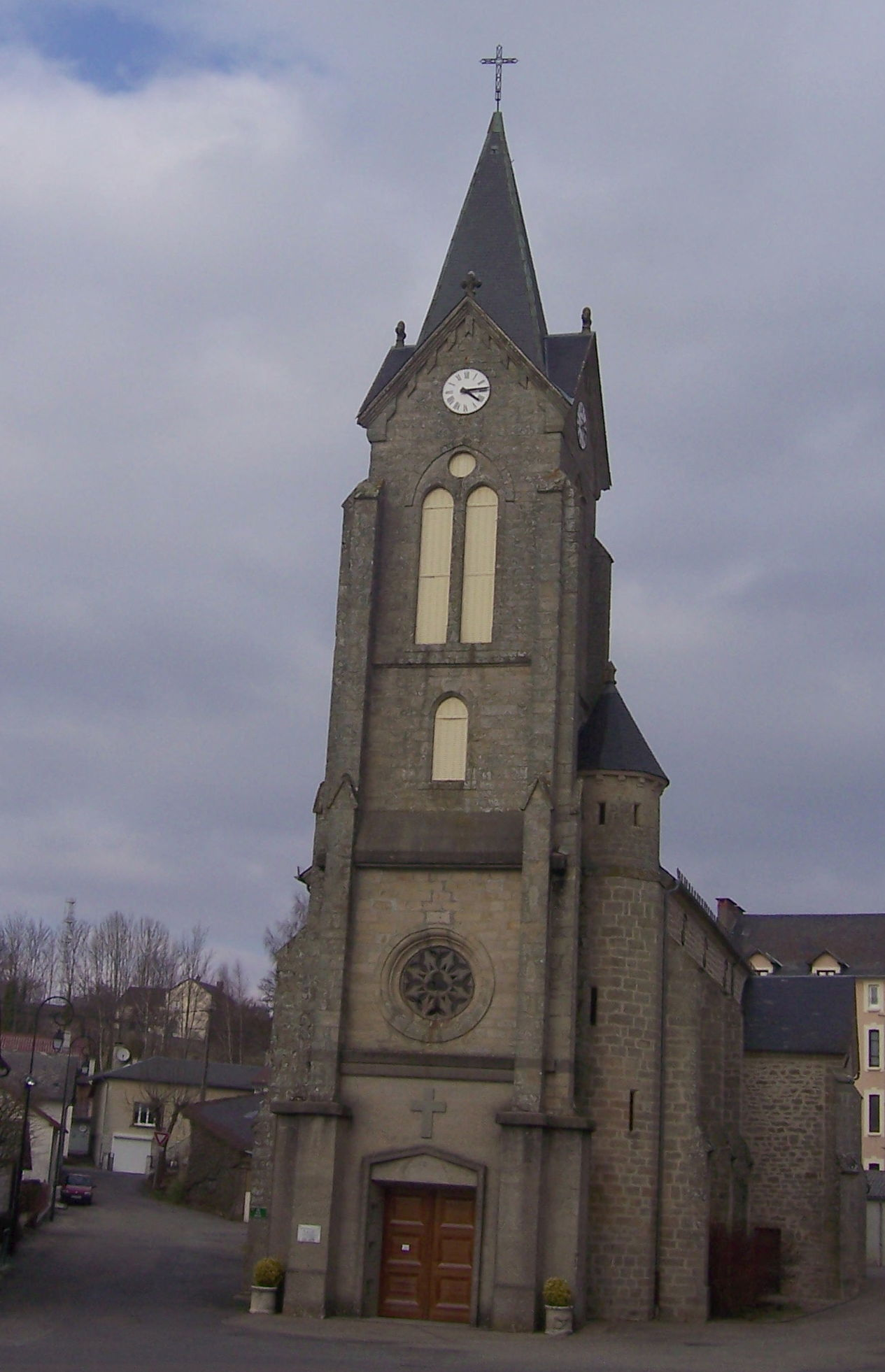
L'église de Latronquière.

### Lieux et monuments
- L'église paroissiale Saint-Jean-Baptiste, bâtie en 1883.
- Vestiges de la commanderie de Latronquière.
- L'ancien magasin Universel, grand magasin crée en 1931 au cœur du bourg par M. et Mme Loudes dans l'esprit des magasins parisiens. Le batiment est inscrit en 2025[41]

### Personnalités liées à la commune
- Famille de Pestels, famille noble française, originaire d'Auvergne et du Limousin.
- Albert Lacaze (1884-1955), résistant.
- Gisèle Jónsson (1923-2013), botaniste et chercheur au CNRS.

### Héraldique
| Blason de Latronquière | Blason  | De gueules à la croix de Malte d'argent.                                                        |
| Blason de Latronquière | Détails | Le statut officiel du blason reste à déterminer.                                                |
| Blason de Latronquière | Alias   | Parti d'argent et de gueules, à la croix pattée alésée de l'un en l'autre.                      |
| Blason de Latronquière | Alias   | D'argent à la croix de Malte de sinople surmontée d'une couronne murale de trois tours du même. |